# Samuel Adams
Samuel Adams, född 27 september 1722 i Boston, Massachusetts, död 2 oktober 1803 i Cambridge, Massachusetts, var en amerikansk folkledare och politiker. Han räknas som en av anstiftarna till den amerikanska revolutionen. Han hjälpte att igångsätta och hålla revolutionen levande. Han förenade höga ideal med en klok politik och arbetade ihärdigt för att omdana de tretton kolonierna i Brittiska Amerika till en självständig nation.

## Biografi
Samuel Adams föddes i Boston i Massachusetts. Fadern var en förmögen bryggare och själv aktiv inom politiken. Samuel Adams gick i skola i hemstaden och blev 1736 antagen till Harvard. Han fullbordade sin grundutbildning 1740, och tog magisterexamen tre år senare med en uppsats som redan innehöll tankar om koloniers politiska rättigheter.
Samuel Adams hade föga benägenhet för bryggeriet som han ärvde och företaget gick i konkurs. Han engagerade sig i stället aktivt i samhällsfrågor och som medlem i Caucus, en politisk organisation som höll sina hemliga möten i en vindsvåning, lärde han sig konsten att bedriva politik.
Adams starka inflytande över revolutionen var hans skicklighet som författare. År 1764 skrev han om Bostons protester mot Storbritanniens lagförslag om stämpelskatt. År 1765 valdes Adams in i Massachusetts koloniala församling och blev ledare för den amerikanska oppositionen mot den brittiska regeringen. År 1772 grundade han i Boston en kommitté för att väcka den allmänna opinionen. Adams vädjade till alla kolonier att ansluta sig och gå till handling mot kronan. År 1773 hjälpte han till att planera Tebjudningen i Boston.
Adams blev delegat för den första och andra kontinentalkongressen som kämpade för självständighet. Han var en av de så kallade grundlagsfäderna som undertecknade de Förenta Staternas oavhängighetsförklaring. Adams säkrade också godkännandet av Massachusetts författning 1788 även om han till en början motsatte sig den. Han var viceguvernör i Massachusetts 1789–1793 och därefter guvernör 1794–1797.
Samuel Adams var besläktad med den framstående familjen Adams och var syssling till USA:s andre president John Adams.